# Pump It
«Pump It» — песня хип-хоп группы The Black Eyed Peas, которая почти полностью заимствует музыку из песни «Misirlou» в исполнении гитариста Дика Дэйла (известная как саундтрек к фильму Квентина Тарантино «Криминальное чтиво»). «Misirlou» — популярная фольклорная песня греческого происхождения, первоначально исполненная Тетосом Деметриадесом в Афинах в 1927 году. А Николас Рубанис, который аккредитовал себя как автора джазовой версии, дал разрешение на использование музыки в «Pump It». Песня была выпущена The Black Eyed Peas в качестве четвёртого сингла их четвёртого альбома Monkey Business.

## Происхождение
«Будучи в Бразилии, я купил какой-то CD», — вспоминает лидер группы will.i.am. «Я столкнулся с этим сборником и подумал, что это то самое, но оказалось, что нет. На нём была песня Дика Дэйла «Misirlou». Сначала я был зол, ведь это не то, что я хотел купить». — Он смеётся. «Но на самом деле эта горячая песня. Я сказал: „Мы должны сделать песню, как эта“. Я включил компьютер и сделал несколько битов в поезде. Потом мы должны были лететь в Токио, и я закончил уже в самолёте. Затем я записал вокал в парке в Токио. Вот как мы создали песню „Pump It“».

## Видеоклип
Действие клипа происходит в подземной парковке, где The Black Eyed Peas ведут разборки с группировками.
На март 2023 года клип был просмотрен на YouTube более 770 млн. раз.

## Чарты и продажи
| Чарт (2006)                                 | Наивысшая позиция |
| ------------------------------------------- | ----------------- |
| Австралия (ARIA)                            | 6                 |
| Австрия (Ö3 Austria Top 40)                 | 14                |
| Бельгия/Фландрия (Ultratop 50)              | 1                 |
| Бельгия/Валлония (Ultratop 50)              | 11                |
| Канада (Billboard Canadian Hot 100)         | 47                |
| Чехия (Rádio — Top 100)                     | 2                 |
| Дания (Tracklisten Airplay)                 | 20                |
| Европа (Billboard European Hot 100 Singles) | 2                 |
| IFPI                                        | 1                 |
| Финляндия (Suomen virallinen lista)         | 12                |
| Франция (SNEP)                              | 13                |
| Венгрия (Rádiós Top 40)                     | 7                 |
| Ирландия (IRMA)                             | 3                 |
| Италия (FIMI)                               | 5                 |
| Нидерланды (Single Top 100)                 | 17                |
| Новая Зеландия (Recorded Music NZ)          | 2                 |
| Швеция (Sverigetopplistan)                  | 34                |
| Швейцария (Schweizer Hitparade)             | 8                 |
| Великобритания (OCC UK Singles)             | 3                 |
| США (Billboard Hot 100)                     | 18                |
| США (Billboard Pop Airplay)                 | 11                |

| Страна         | Продажи |
| -------------- | ------- |
| Великобритания | 148,500 |